# Cordada
|  | Per a altres significats, vegeu « Cordada (pirotècnia)». |

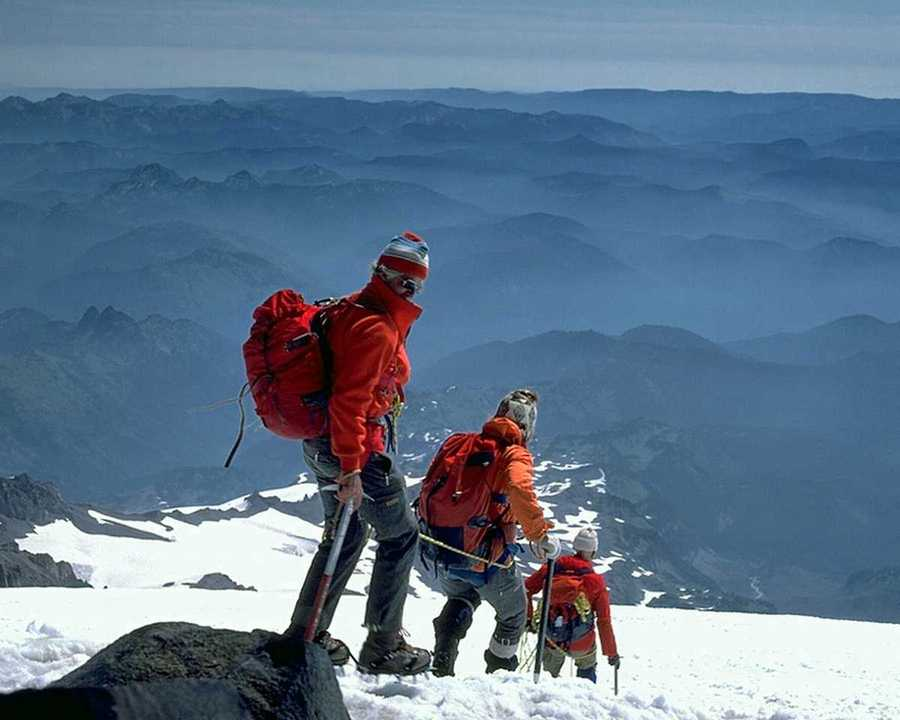
Cordada alpina

Una cordada la formen un grup d'alpinistes que van units a una mateixa corda per progressar per terreny difícil de forma més segura.
La cordada utilitzarà punts d'assegurament fixos a l'itinerari per a tindre al company assegurat mitjançant la corda com a precaució per reduir al màxim el risc d'accidents.

## Tipus de cordades
Cordada de dos, tècnica de progressió on el primer de cordada puja col·locant segurs mentre és assegurat pel segon, al temps el segon l'assolirà a la reunió des de la qual el primer l'assegurarà.
Ensamble, tècnica d'escalada la que el primer i el segon de la cordada escalaran al mateix temps a través de terreny fàcil separats pels segurs que el primer va posant.